# Onitis affinis
Onitis affinis är en skalbaggsart som beskrevs av Felsche 1911. Onitis affinis ingår i släktet Onitis och familjen bladhorningar. Inga underarter finns listade i Catalogue of Life.